# رگالیانوس
رگالیانوس با نام کامل کورنلیوس پوبلیوس رگالیانوس (به لاتین: Cornelius Publius Regalianus) (درگذشتهٔ ۲۶۰) غاصب امپراتوری روم برای مدت کوتاهی در دوران حکومت گالینوس در ۲۶۰ بود. 
رگالیانوس فرماندهٔ ارتش روم در پانونیای علیا بود که در ۲۶۰ علیه امپراتور وقت روم گالینوس سر به شورش برداشت و در پاییز همان سال از سوی سپاهیانش امپراتور خوانده شد. پس گالینوس همراه با سپاهی برای سرکوب این شورش عازم منطقه گردید اما چنین می‌نماید که رگالیانوس پیش از رسیدن سپاهیان امپراتور به پانونیا به دست سربازان خودش در ۲۶۰ کشته شده باشد.